# 蓋茲登購地

黄色部分是即蓋茲登購地的土地

蓋茲登購地（英語：Gadsden Purchase）指的是位於現在美國亞利桑那州及新墨西哥州兩州南部的一塊土地。面積29,670平方英里（76,800平方公里）。這塊土地是於1854年6月8日，美國從墨西哥手中購入，位於希拉河以南和格蘭德河以西。購買的目的是為了建設大陸橫斷鐵路的美國南部路線，以及清償墨西哥對美國的巨額債務。最終，美國花費1,000萬美元購得這塊土地。
先是美國大使詹姆斯·蓋茲登前往墨西哥，與墨西哥總統安東尼奧·羅培茲·德·聖塔·安那於1853年12月30日簽署草約後，經美國參議院於1854年4月25日批准生效，再交由富蘭克林·皮爾斯總統執行。

## 对南部横贯大陆铁路线的渴望

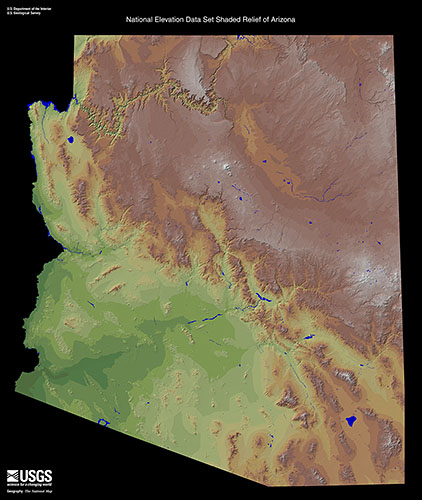
亚利桑那州阴影地形图，南部为盆地和山脉地区，以绿色为主色调

随着铁路时代的发展，以商业为导向的南方人认为，连接南方与太平洋沿岸的铁路将扩大贸易机会。他们认为，最初边界线南部的地形多山，不允许直接修建铁路。计划中的南部铁路线向东行驶时倾向于向北偏移，这将有利于与北部铁路连接，最终有利于北部海港。南方人认为，为了避开山区，一条以东南部为终点的路线可能需要向南进入当时仍是墨西哥领土的地区。
皮尔斯总统的政府在战争部长杰斐逊·戴维斯的强烈影响下，看到了为铁路获取土地以及从墨西哥北部获取其他重要领土的机会。在那些年里，美国国内关于奴隶制的争论引发了许多其他争论，因为新领土的获得会带来是奴隶领土还是自由领土的问题；在这种情况下，关于奴隶制的争论导致南部横贯大陆铁路线的建设在19世纪80年代初才取得进展，尽管这些优先土地在南北战争后成为了国家的一部分并按计划使用。

## 成本效益
地质学家哈罗德·詹姆斯（Harold L. James）在 1969 年谈到 "加兹登购买 "时说 "尽管边界争端并没有给我们带来任何教训或智慧，但它确实导致我们购买了一块极其宝贵的土地，而这块土地在后来的矿产和农业资源方面已经物超所值。因此，尽管出现了错误、混乱和误解的喜剧，西南部地区仍应心存感激"。
然而，经济学家大卫·R·巴克（David R. Barker）在 2009 年估计，美国联邦政府很可能并没有从这次购买中获利。他说："目前的历史记载理所当然地认为，这次收购给美国带来了好处。"他计算出，该地区几乎没有税收收入；大多数矿山位于印第安人保留地，而这些保留地获得了所有的特许权使用费。在 19 世纪，联邦政府花费了大量资金来抵御阿帕奇人对该地区的进攻，而如果没有这次收购，就没有必要这样做。